# Cernătești (Dolj)
Cernăteşti è un comune della Romania di 2031 abitanti, ubicato nel distretto di Dolj, nella regione storica dell'Oltenia.
Il comune è formato dall'unione di 5 villaggi: Cernătești, Cornița, Rasnicu Bătrân, Rasnicu Oghian, Țiu.